# Tucumã (ort)
Tucumã är en ort i Brasilien.   Den ligger i kommunen Chaves och delstaten Pará, i den nordöstra delen av landet, 1 700 km norr om huvudstaden Brasília. Tucumã ligger 13 meter över havet och antalet invånare är 15 030. Den ligger på ön Ilha de Marajó.
Terrängen runt Tucumã är mycket platt. Havet är nära Tucumã åt nordost. Det finns inga andra samhällen i närheten.
Omgivningarna runt Tucumã är en mosaik av jordbruksmark och naturlig växtlighet. Trakten runt Tucumã är nära nog obefolkad, med mindre än två invånare per kvadratkilometer.